# Sabel (Familienname)
Sabel ist ein deutscher Familienname.

## Namensträger
- Anton Sabel (1902–1983), deutscher Politiker (CDU)
- Bernhard Sabel (* 1957), deutscher Psychologe
- Charles F. Sabel (* 1947), US-amerikanischer Sozialwissenschaftler
- Gotthold Sabel (1852–1909), deutscher Heraldiker und Siegelforscher
- Gustav Adolf Sabel (1867–1911), deutscher Privatschulgründer
- Hans Sabel (1912–2003), deutscher Komponist, Musikpädagoge und Autor
- Joachim Sabel (* 1962), deutscher Sprachwissenschaftler
- Johann Sabel (1875–1932), österreichischer Politiker (CS)
- Johannes Sabel, Direktor der Akademie Franz-Hitze-Haus in Münster[1]
- Martin Sabel (* 1972), deutscher Schauspieler, Synchronsprecher, sowie Hörbuch- und Hörspielsprecher
- Maurus Sabel (1912–2012), deutscher Benediktinerpater und Musiker
- Robert Sabel (1860–1911), schlesischer Dialektdichter und Schriftsteller
- Rolf D. Sabel (1949–2024), deutscher Schriftsteller und Funktionär des 1. FC Köln
- Virgilio Sabel (1920–1989), italienischer Filmregisseur und Drehbuchautor